# Holton-Arms School
 (janvier 2013).
Holton-Arms est un établissement préparatoire indépendant pour filles du CE2 à la Terminale, situé à Bethesda, Maryland, dans la banlieue résidentielle de Washington DC. Pour l'année scolaire 2010-2011, il y avait 655 étudiantes et 94 enseignants. Depuis 2007, Susanna Jones est la directrice de l'établissement.
L'école offre trois degrés : Lower School (CE2 et CM1), Middle School (du CM2 à la 4e) et Upper School (de la 3e à la Terminale).

## Historique

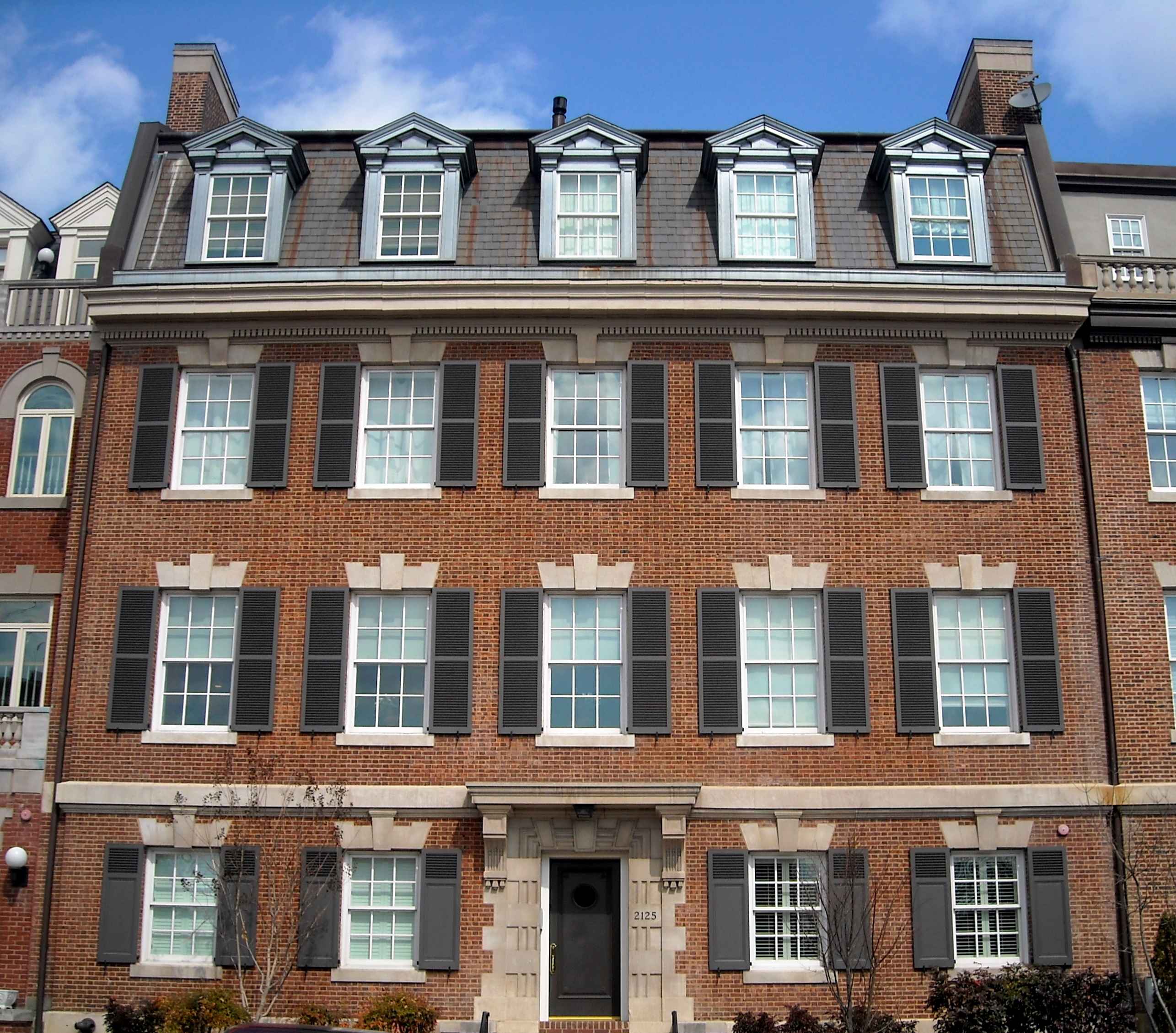
Le bâtiment de l'école de 1906 à 1963 situé au 2125 S Street, Washington.

En 1901 la Holton-Arms School est fondée par Jessie Moon Holton et Carolyn Hough Arms. De 1906 à 1963, l'école est située à Washington au 2125 S Street, NW.
En 1963, Holton-Arms déménage à Bethesda. Le campus possède sept bâtiments. Ses aménagements incluent une aile destinée aux sciences et un hall de conférences, deux bibliothèques, un centre pour les arts du spectacle avec une salle de 400 sièges et un nouveau cinéma, des ateliers d'art et de céramique (avec un four) et un laboratoire de photographie, trois studios de danse, et de nombreux équipements sportifs.
La devise de l'école est « Inveniam viam aut faciam », ou « Je vais trouver une solution ou en créer une. »
À l'origine, la mascotte d'Holton était un tatou puis a été changé pour une panthère. Le blason traditionnel d'Holton a également été utilisé jusqu'en 2008, quand leur logo a été changé en un « H » avec une feuille de laurier.
Depuis 2000, les élèves du CM2 à la Terminale bénéficient du programme « un appareil par élève » (One-to-one device program). Pour l'année scolaire 2012-2013, les élèves de CM2 et de 6e se voient attribuer un iPad et les élèves de la 5e à la Terminale un ordinateur-tablette. Les élèves de CE2 et de CM1 ont accès à des netbooks et à des iPad pour les projets réalisés à l'école.

## Coût de la scolarité
Les frais de scolarité sont de 30 957 dollars du CE2 à la 6e et de 32 388 dollars de la 5e à la Terminale (chiffres 2010-2011).
Environ 24 % des étudiants de Holton reçoivent une aide financière ; la bourse moyenne est d'environ 19 636 dollars avec des bourses individuelles variant de 12 % à 95 % des frais de scolarité. Le budget d'aide financière pour 2010-2011 était d'environ 3,5 millions de dollars.

## Élèves notables
- Vincent Astor, philanthrope
- Katharine Byron, première femme du Maryland élue au Congrès des États-Unis
- Shelley Moore Capito, femme membre du Congrès des États-Unis issue de la Virginie-Occidentale
- Julia Louis-Dreyfus, héritière milliardaire et actrice, a joué Elaine dans Seinfeld
- Susan Ford, fille de l'ancien Président des États-Unis Gerald Ford
- Nancy LaFon Gore, fille de Albert Gore Senior et sœur de Al Gore
- Jacqueline Kennedy-Onassis, ancienne First Lady des États-Unis (n'a pas été diplômée mais était scolarisée en Middle School)
- Anne Kornblut, correspondante de la Maison-Blanche pour The Washington Post
- Christine Lagarde, Ministre des Finances, Directrice du Fonds Monétaire International (FMI) (a été scolarisée pendant 1 an)
- Patricia Richardson, actrice, a joué Jill dans Papa bricole
- Ann Scein, pianiste
- Elinor Wylie, poète
- Rachael Yamagata, chanteuse-compositeur
- Azita Youssefi, musicien/artiste